# The Escapists 2
The Escapists 2 est un jeu vidéo de simulation développé par Mouldy Toof Studios et édité par Team17, sorti en 2017 sur Windows, Mac, Linux, PlayStation 4 et Xbox One et en 2018 sur Nintendo Switch.
Il fait suite à The Escapists.

## Système de jeu
Le but du jeu est de s'évader des différentes prisons disponibles . Il existe plusieurs moyens , comme la ruse ou la destruction . Dans cet opus il existe des prisons plus complexe au système de temps . Il y a plusieurs possibilité pour s'échapper par prisons, c'est donc à vous de trouver le temps entre les routines imposées par les gardes pour trouver des objets afin d'effectuer différente mission ou même de permettre de vous évader. Un système de méfiance est installé: si vous ne vous rendez pas à un événement, les gardes se méfieront de vous et rajouteront des unités.

## Accueil
- Gameblog : 7/10[1]